# ショート 330
ショート 330
ショート 330（ミネアポリス・セントポール国際空港にて）
- 用途：旅客機/輸送機
- 製造者：ショート・ブラザーズ plc
- 運用者： アメリカ合衆国（陸軍、空軍）
- 初飛行：1974年8月22日
- 生産開始：1974年～1992年
- 運用開始：1976年
- 運用状況：現役

ショート 330 (Short 330) は、イギリスのショート(Short Brothers plc)社が製造していた双発ターボプロップの旅客機である。またアメリカ軍においても制式名称C-23シェルパ(Sherpa)として使用されている。

## 概要
ショート330はショート社が開発したショート スカイバンの胴体を延長したもので、最高30名の乗客を収容するコミューター機である。
機体のデザインは二つの垂直尾翼と、高翼配置の主翼を支柱で支えるという独特のものであり、胴体断面は四角形に近い。垂直尾翼形状も長方形に近いものであり、機体構造の簡素化による価格の低下を目指していた。ただし、降着装置の引き込み式への変更、5翅プロペラの採用による騒音の低下などの改良が行われている。
1974年8月22日に原型機が初飛行し、1976年にはカナダの航空会社に納入されたほか、軍隊でも運用された。アメリカ軍ではC-23Aシェルパとして、陸空軍で運用された。またショート330の胴体をストレッチして36名の乗客を収容できるようにしたショート 360という派生型も作られた。1992年に生産が終了している。

## 派生型

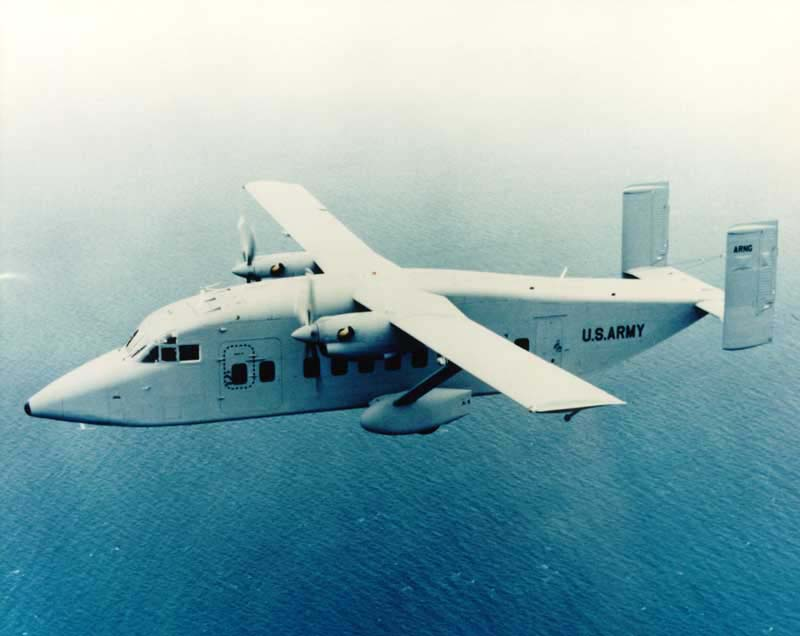
C-23 シェルパ

ショート 330-100
初期量産型。プラット&ホイットニー・カナダPT6A-45A又は-45Bエンジン搭載。
ショート 330-200
改良型。PT6A-45Rエンジン搭載。
ショート 330UTT
多目的戦術輸送機(Utility Tactical Transport)型。空挺降下用のドアを有する。タイにて採用。
C-23
愛称はシェルパ。胴体後部に大型化した貨物扉を設置。アメリカ軍等で運用。

## 機体スペック(330-200)
- 乗員: 3
- 乗客: 30
- 全長: 58 ft 0 in (17.69 m)
- 全幅: 74 ft 9 in (22.78m)
- 高さ: 16 ft 3 in (4.95 m)
- 翼面積: 543 ft2 (42.1 m2)
- 空虚重量: 14,200 lb (6.440 t)
- 最大離陸重量: 22,900 lb (10.387 t)
- エンジン: プラット・アンド・ホイットニー カナダ PT6A-45R ターボプロップ 1,198 shp (894 kW) × 2
- 最大速度: 218 mph=M0.29 (352 km/h)
- 航続距離: 770 miles (1,239 km)
- 実用上昇限界: 11,500 ft (3,500 m)
- 上昇率: 2,100 ft/min (640 m/min)

## オペレーター（民間）
2006年8月現在
- Deraya Air Taxi (2)
- Freedom Air (Guam)|Freedom Air (2)
- Emerald Airways (1)
- Air Cargo Carriers (12)
- Arctic Circle Air Service (1)
- Corporate Air (3)
- Jim Hankins Air Service] (1),
- McNeely Charter Service (1),
- Mountain Air Cargo (2)
- Skyway Enterprises (1)

## オペレーター（軍事）
- ジブチ - 元アメリカ陸軍州兵の退役機から、2機のC-23B+を取得[3]。2024年時点で、ジブチ空軍が2機を保有[4][注釈 1]。
- タイ
- アメリカ合衆国